# Лунано
Лунано (итал. Lunano) — коммуна в Италии, располагается в регионе Марке, в провинции Пезаро-э-Урбино.
Население составляет 1450 человек (2008 г.), плотность населения составляет 99 чел./км². Занимает площадь 15 км². Почтовый индекс — 61020. Телефонный код — 0772.
Покровителями коммуны почитаются святые Косма и Дамиан, целители безмездные, празднование 26 сентября.

## Демография
Динамика населения:

## Администрация коммуны
- Официальный сайт: http://www.comune.lunano.pu.it/